# Mouloud Achour (journaliste)
Pour les articles homonymes, voir Mouloud Achour et Achour.
Mouloud Achour, né le 1er août 1980 à Montreuil, est un journaliste, animateur de télévision, acteur, réalisateur et scénariste franco-algérien. Il est notamment présentateur de l'émission Clique sur Canal+ depuis septembre 2013.   

## Biographie

### Vie privée
Mouloud Achour naît le 1er août 1980 dans le département de la Seine-Saint-Denis en France. Dès son plus jeune âge, il se passionne pour le rap et le hip-hop. Il animera dès l'âge de 16 ans l'émission Conscious Style en y parlant de hip-hop et de politique sur les ondes de la radio Fréquence Paris Plurielle.

### Carrière

#### Période 1999-2001
Entre 1999 à 2001, Mouloud Achour est passionné par le groupe de rap Assassin de Rockin' Squat Il n'hésite pas à prendre des billets pour suivre la tournée Tour de l'espoir.
Au début des années 2000, il devient l'un des piliers du journal Radikal. Plus tard, il enchaînera des prestations au sein de la presse écrite du magazine américain The Source ou encore des magazines français Technikart et Be.

#### Débuts (2002-2006)
De 2002 à 2005, Mouloud Achour, travaille sur la chaîne Game One, dans l'émission Game Zone, pour des chroniques consacrées aux sorties musicales ou aux nouvelles tendances.
Il est animateur sur la radio Fréquence Paris Plurielle et sur MTV avec China Moses.

### Canal+ (depuis 2006)

#### La Matinale(2006-2008)
Arrivé chez Canal+, il y tient une chronique dans La Matinale, appelée L'Avis de Mouloud, à partir de 2006. Il enchaînera les interviews d'hommes politiques considérés comme « déconnectés » des nouvelles tendances musicales et autres. Il interviewera Jean-Marie Le Pen qui restera l'un des moments phares de cette chronique jusqu'en 2008.

#### Le Grand Journal(2008-2013)
De 2008 à 2013, Mouloud Achour intervient dans l'émission Le Grand Journal sur la chaîne Canal+ où il tient une chronique sur les nouveaux mouvements. Il participe également à la Bataille Musicale du vendredi, face à Tania Bruna-Rosso et, à partir de septembre 2010, il anime la rubrique Le Daily Mouloud dans Le Grand Journal.
Mouloud Achour est aussi journaliste dans la presse écrite : il tient le journal Radikal de la fin des années 1990 au début des années 2000, et écrit notamment les premiers articles sur Rohff, Booba, insérant dans le journal les interviews de rappeurs français, systématiquement mis en couverture.
Il participe ainsi à The Source, magazine spécialisé dans le hip-hop, et collabore actuellement à Technikart et au magazine féminin Be. Il est également un des premiers rédacteurs de l'édition française de Vice.
Il fonde le label Kerozen avec les groupes de rap TTC et La Caution.
En 2012, il fonde sa boîte de production intitulée « Première Fois Productions » ; elle emploie 40 salariés en 2019.

#### AprèsLe Grand Journal(2013-2016)
En septembre 2013, Mouloud Achour présente le magazine de culture populaire Clique, le samedi à 12h10 sur Canal+. Personnalités venues dans Clique : Noam Chomsky, Pharrell Williams, Rick Ross, Usain Bolt, Vincent Cassel, Zinédine Zidane, Claude Hagège, Vladimir Cosma, Michel Serres, Ibrahim Maalouf, Iam, Kaaris, etc. Faute d'audiences suffisantes, le magazine Clique n'est pas reconduit pour la rentrée 2014. Certaines rubriques sont reprises en septembre 2014 par Le Before : cinéma, les Perso de Louise Chen, etc.
L'émission se poursuit sur sa chaîne Youtube avec un succès immense, en comparaison aux audiences télévisuelles. Il y reçoit notamment Pharrell Williams, Kanye West (qui accorde là sa seule interview filmée en France), Omar Sy et Justin Bieber.
En 2014, Mouloud Achour est égérie pour la marque de vêtements Uniqlo.
En septembre 2015, il fait partie de la nouvelle équipe de l'émission Le Petit Journal sur Canal+.
En mai 2016, Mouloud Achour fait la couverture du magazine O, le cahier des tendances de l'Obs, en tant que « Ministre du Cool ».
En juin 2016, il fonde la revue Téléramadan, avec Mehdi Meklat et Badroudine Saïd Abdallah, dont le projet est de « réagir aux approximations et aux humiliations diverses » pour raconter toutes les facettes de l’islam. Dans l’émission L'Instant M sur France Inter, il explique sa volonté : apporter une diversité véritable au sein du PAF en donnant la parole aux pauvres et aux jeunes. Les trois fondateurs créent leur propre maison d’édition, « Les éditions du Grand Remplacement ». Pour Nicolas Delesalle de Télérama, Téléramadan est « la revue des musulmans qui en ont marre de s'excuser d'exister ».

#### Animateur sur Canal+ (depuis 2016)
De 2016 à 2017, il présente l'émission Le Gros Journal sur Canal+.
Clique fait son retour sur la chaîne cryptée à la rentrée 2017, dans une nouvelle version diffusée en clair le dimanche à 13h50 appelée Clique Dimanche.
En octobre 2018, Canal+ annonce le lancement d'une nouvelle chaîne le 4 novembre 2018, Clique TV, gérée par Mouloud Achour.
À partir de la rentrée 2019, il présente l'émission d'actualité et divertissement Clique, chaque soir de la semaine sur Canal+, qui renouvelle la voie tracée par deux émissions emblématique de la chaine cryptée Nulle part ailleurs et Le Grand Journal, mais avec une dominante plus axée sur le monde actuel entre les cultures et les générations.
En juin 2023, l'émission atteint un record historique au plus bas avec 0% de part d'audience . 

#### Animateur sur Europe 1
Le 4 octobre 2021, Mouloud Achour arrive sur Europe 1 pour un nouveau programme nommé Verveine Underground, diffusé du lundi au jeudi de 20h à 22h. Chaque soir, dans l'émission, un invité se livre en chansons et dévoile sa playlist. Une fois par semaine, un DJ s'invite dans l’émission et offre un set aux auditeurs. Son premier invité est MC Solaar. Le programme prendra fin le 30 juin 2022.

## Opinions politiques
En 2012, il cosigne avec Mokless et Félix Marquardt une tribune de ce dernier dans Libération, intitulée « Jeunes de France, votre salut est ailleurs : barrez-vous ! », abordant le sort qu'ils décrivent comme peu enviable de la génération Y en France,.

## Ses émissions
- 2002-2003 : Cinébus, scenettes humoristiques, sur France 5
- Cinéma De Tiekar, sur Canal+ Cinéma, animateur
- 2002-2005 : Game Zone sur Game One, intervenant (musique et tendances)
- 2004-2005 : MTV Select sur MTV, coanimateur avec China Moses
- 2005-2006 : Mouloud TV sur MTV, animateur
- 2006-2008 : la Matinale sur Canal+ (2006/2008), chroniqueur
- 2008-2013 : Le Grand Journal sur Canal+, journaliste chroniqueur
- 2012-2013 : Chez Mouloud sur Canal+, animateur
- 2013- : Le son de Mouloud Achour / Générations, animateur
- Depuis 2013 : Clique sur Canal+ , animateur
- Depuis 2014 : Clique sur clique.tv (site créé par Canal+), journaliste et réalisateur de documentaires
- 2016-2017 : Le Gros Journal sur Canal+, animateur
- 2017-2019 : Clique Dimanche sur Canal+ , animateur

## Filmographie

### En tant qu'acteur

#### Cinéma
- 2005 : Sheitan de Kim Chapiron : le DJ
- 2007 : Ma vie n'est pas une comédie romantique de Marc Gibaja : apparition
- 2008 : Astérix aux Jeux olympiques de Frédéric Forestier et Thomas Langmann : Mouloudus
- 2009 : Cyprien de David Charhon : Juju
- 2010 : Le Choc des Titans  de Louis Leterrier[15] : Kucuk
- 2014 : La Crème de la crème de Kim Chapiron : DJ Métro Party

#### Doublage
- 2019 : Dragon Ball Super: Broly : Kikono[16]
- 2021 : L'Attaque des Titans : un soldat[16] (saison 4, partie 1)

#### Clips
- 2002 : (Je n'arrive pas à) Danser du groupe TTC
- 2004 : Il y en a des biens de Didier Super ; dans le clip Thé à la menthe du groupe La Caution
- 2006 : Dirty Dancing de Enhancer
- 2008 : Je porte plainte du rappeur Tunisiano, membre du groupe Sniper
- 2010 : N'importe Comment du DJ The Toxic Avenger feat. Orelsan
- 2011 :
  - Shalom, Salam, Salut du rappeur Seth Gueko
  - Kush rmx Pavanons-nous d'Ol Kainry feat. Jango Jack
  - La Source du groupe 1995
  - Taxiphone de Mokobé du 113 feat Soprano
- 2011 : tournée américaine de Mustapha El Atrassi ; à cette occasion, un film est tourné et diffusé dans le cadre d'une soirée spéciale sur Comédie+, le 9 février 2012.
- 2012 : remix de Invincible de Nakk
- 2013 : Le Rap C Mieux (wesh !) de Disiz

### En tant que réalisateur et scénariste
- 2021 : Les Méchants co-réalisé avec Dominique Baumard[17].

### Documentaires
Mouloud Achour est à l'origine, avec Ariel Wizman, de documentaires traitant notamment de la banlieue et du rap français, pour Canal+ :
- La Face B du hip hop (diffusé le 26 mai 2003 dans Lundi investigation) ;
- Banlieue superstar (diffusé le 13 novembre 2005) ;
- Crunk : l'outrance des rappeurs (diffusé le 13 mars 2006 dans Lundi investigation).
- Service public avec Salhia Brakhlia (diffusé le 23 novembre 2022)[18],[19],[20].

Il s'est également mis en scène dans un documentaire traitant de l'écologie, intitulé Mouloud passe au vert, diffusé sur Canal+ le 17 juillet 2008.
Accompagné du réalisateur Kim Chapiron, il participe à un documentaire-voyage en 2014 sur des rencontres et interviews en Turquie[réf. nécessaire].

## Distinction
- Chevalier de l'ordre des Arts et des Lettres (2019)[21]